# San Isidro (Isabela)
San Isidro (Filipino: Bayan ng San Isidro) ist eine philippinische Stadtgemeinde in der Provinz Isabela, Verwaltungsregion II, Cagayan Valley. Sie hat 24.861 Einwohner (Zensus 1. August 2015), die in 13 Barangays lebten. Sie wird als Gemeinde der fünften Einkommensklasse auf den Philippinen und als teilweise urbanisiert eingestuft.
San Isidro liegt im Süden der Provinz, im Tal des Cagayan. Die Gemeinde liegt am Fuß des Gebirgsmassivs der Cordillera Central. Sie liegt 339 km nördlich von Manila und ist über den Marhalika Highway erreichbar. Ihre Nachbargemeinden sind Alicia im Norden, Santiago City im Südwesten, Ramon im Westen, Echague im Süden und Osten.

## Baranggays
- Camarag
- Cebu
- Gomez
- Gud
- Nagbukel
- Patanad
- Quezon
- Ramos East
- Ramos West
- Rizal East (Pob.)
- Rizal West (Pob.)
- Victoria
- Villaflor

## Weblink
- Informationen der Philippine Statistics Authority über San Isidro